# 堪察加飞蓬
堪察加飞蓬（学名：Erigeron kamtschaticus）为菊科飞蓬属的植物。分布于蒙古、俄罗斯以及中国大陆的陕西、河南、内蒙古、山西、吉林、河北等地，生长于海拔700米至1,200米的地区，一般生长在低山山坡草地或林缘，目前尚未由人工引种栽培。
种加名 kamtschaticus 意为“堪察加的”。

## 异名
- Erigeron acer L. var. manshuricum Kom.